# Цюрхер, Эрик-Ян
Эрик-Ян Цюрхер (род. 15 марта 1953, Лейден) — нидерландский тюрколог. С 1997 года преподаёт тюркологию в Лейденском университете. В 2008—2012 годах занимал должность директора Международного института социальной истории. Его работа «Турция: современная история» считается стандартом. Цюрхер известен своими частыми комментариями относительно положения современной Турции.

## Биография
Родился 15 марта 1953 года в Лейдене. Единственный ребёнок синолога Эрика Цюрхера (1928—2008). В 1974 году Эрик-Ян Цюрхер получил степень бакалавра в области тюркологии в Лейденском университете. Через три года Цюрхер получил степень магистра. В 1984 году Эрик-Ян Цюрхер получил в Лейденском университете степень доктора философии.
В 1977—1989 годах Цюрхер преподавал турецкий и фарси в Университете Неймегена. Затем преподавал там же современную историю. В 1990—1999 годах работал в Международном институте социальной истории. В 1993—1997 годах Цюрхер преподавал социальную историю Ближнего Востока в Амстердамском университете. Затем получил должность преподавателя тюркологии в Лейденском университете.
В период с апреля 2008 года по ноябрь 2012 года Цюрхер занимал должность директора Международного института социальной истории.

## Награды и звания
В 2005 году Цюрхер был награждён министерством иностранных дел Турции медалью за особые заслуги. Награду вручал министр иностранных дел Турции Абдулла Гюль. В мае 2016 года Цюрхер вернул награду, назвав в качестве причины «диктаторское злоупотребление властью» правительством Реджепа Эрдогана .
В 2008 году Цюрхер был избран членом Нидерландской королевской академии наук.

## Взгляды
По мнению Цюрхера в правительстве Турции существует тенденция ностальгии по временам Османской империи. По словам Цюрхера, когда Реджеп Эрдоган рисует образ будущей сильной Турции, он проводит параллель с Османской империей.
Цюрхер являлся сторонником вступления Турции в Евросоюз, но в 2012 году он заявил, что перспектива вступления Турции была потеряна политически как Турцией, так и ЕС. В 2016 году Цюрхер также заявил, что ранее ожидаемого приближения Турции к демократическим стандартам и создания там правового государства не произошло, поэтому Турция не может стать членом ЕС.
Комментируя попытку государственного переворота, произошедшую в Турции в 2016 году, Цюрхер заявил, что крайне маловероятно, что за переворотом стояло движение Гюлена. Он также добавил, что Эрдоган воспользовался ситуацией, чтобы избавиться от оппонентов, приведя в качестве примера выданные после попытки переворота ордера на арест около трёх тысяч судей.

## Труды
- The Unionist Factor. The Role of the Committee of Union and Progress in the Turkish National Movement (1905—1926), Leiden: Brill, 1984
- Political Opposition in the Early Turkish Republic. The Progressive Republican Party (1924—1925), Leiden: Brill, 1991
- Turkey: a Modern History, London: I.B. Tauris, 1993
- The Young Turk Legacy and Nation Building, London: I.B. Tauris, 2010